# إدوارد جون أير
هذه المقالة تتحدث عن المستكشف الأسترالي، أما عن قبطان التيتانك أنظر إدوارد جون سميث
إدوارد جون أير (بالإنجليزية: Edward John Eyre)‏ (1815 – 1901) موظف استعماري بريطاني، عرف برحلته الاستكشافية في الجنوب الغربي في أستراليا، ولكنه واجه الانتقادات بعد قمعه لتمرد حدث في جامايكا عندما كان حاكما عليها.

## بدايات حياته ورحلة أستراليا

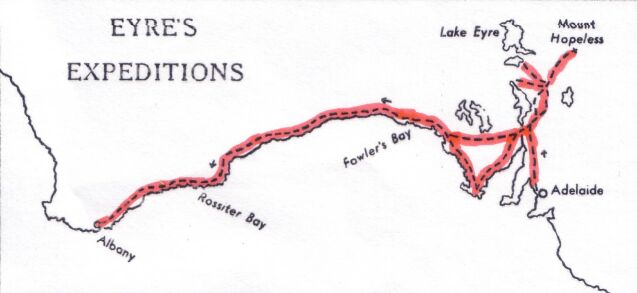
رحلة أير في أستراليا

أير هو ابن موظف ديني في يوركشاير وولد في 5 أغسطس 1815، وكان ينوي دخول الجيش ولكن لم ينضم إليه بسبب تأخيرات في عملية الدخول، وذهب إلى نيو ساوث ويلز حيث تولى مهمة صعبة ولكنها ضرورية لنقل الماشية إلى الغرب حيث تم تأسيس مستعمرة جديدة هي جنوب أستراليا والتي كانت تعاني ظروفا صعبة، وهناك أصبح الحاكم والوصي على الأبوريجين الذين دافع عن مصالحهم بحماسة.
كان خبيرا في الرحلات وأخذ على عاتقه مهمة أصعب هي التجوال في الصحاري في شمال وغرب أديليد، وبعد مروره بصعاب كثيرة أثبت أن هناك اتصالا في كتلة الأرض بين جنوب وغرب أستراليا. وفي عام 1845 رجع إلى إنكلترا حيث كتب عن رحلاته وفي السنة اللاحقة عين وكيلا لنيوزيلندا حيث خدم تحت إمرة السير جورج غري.

## حاكم جامايكا
تم تعيينه حاكما على لسانت فنسنست وأنتيغوا، وبعد نجاحه في في منصبه، تن تعيينه خاكما على جامايكا في عام 1862، وفي أكتوبر 1865 وقع تمرد للسود وتمكن أير من قمعه، لكنه أثار عاصفة من الاحتجاج في الوطن بسبب قسوته في قمع المتمردين والزعم بعدم شرعية قراراته، وهو ما أدى بالحكومة لإيقافه وإرسال مفوضية خاصة للتحقيق معه، وكان فحوى التحقيق، بإعلان خليفته السير جون بيتر غرانت، بأنه لا يجب أن تتم إعادته إلى منصبه.
رغم هذا لم تر الحكومة شيئا في إدارة أير يبرر إجراءاته القانونية؛ وكانت الاتهامات ضده قد رفعها مدعون تنقصهم الخبرة وكذلك الضباط العسكريون الذين تصرفوا تحت إمرته، فباءت عملية الاتهام بالفشل. عاد إلى حياته الخاصة بعد إحالته للتقاعد كحاكم استعماري. وتوفي في 30 نوفمبر 1901. ويصنف أير كمستكشف ضمن المراتب العليا، ولكن الآراء عنه تختلف كثيرا بسبب قراراته في تمرد جامايكا.

## روابط خارجية
- إدوارد جون أير على موقع الموسوعة البريطانية (الإنجليزية)
- إدوارد جون أير على موقع ميوزك برينز (الإنجليزية)